# カバー (企業)
カバー株式会社（英: COVER Corp.）は、ITサービス業やアプリケーションの開発を行う日本の企業。日本オンラインゲーム協会正会員、クリエイターエコノミー協会一般会員、日本音楽出版社協会準会員、セーファーインターネット協会賛助会員。VTuber事務所であるホロライブプロダクションを運営している。
「日本発のバーチャルタレントIPで世界中のファンを熱狂させる」ことをビジョンとし、VTuberプロダクションであるホロライブプロダクションの運営やVR・ARライブ配信システムの開発を行い、それらの技術を活用して二次元エンターテインメント体験を提供する事業を主とする企業である。競合他社とはメタバース「ホロアース」で差別化を図っている。
CEOの谷郷によると、企業を立ち上げる前はVRを活用したゲームを制作する会社とする予定だったが、キズナアイなどのバーチャルキャラクター（現在のバーチャルYouTuber）が活動し始め人気を得ており、VTuberの運営に方向性を変更したという。

## 沿革
- 2015年
  - 谷郷元昭らによりVRを駆使した企業[注釈 1]の立ち上げの構想が生まれる[7]。
- 2016年
  - 6月13日：東京都中央区新川において資本金19百万円でカバー株式会社設立[2]。谷郷元昭が代表取締役社長CEOに就任。
- 2017年
  - 2月：VR卓球ゲーム「Ping Pong League」リリース[2][8]
  - 9月：VTuberアイドル「ときのそら」の活動開始[2]
  - 12月：キャラクターに会えるライブ視聴アプリ「hololive」（iPhone）の提供開始[9][10]
- 2018年
  - 4月：ライブ視聴アプリ「hololive」をリニューアルし、バーチャルYouTuberになれるキャラクターなりきりアプリ（iPhone／Android）「ホロライブ」をリリース[11][12]
  - 6月：女性VTuberグループ「hololive」の立ち上げ[2]
  - 6月：東京都中央区新川に本社を移転[2]
  - 11月15日：音楽特化型のVtuberプロジェクトとして「Virtual Diva AZKi」がデビュー[13]
  - 12月6日：ゲーム実況を中心に活動するユニット「ホロライブゲーマーズ」を始動、オリジナルメンバーとして「大神ミオ」がデビュー[14][15]
  - 12月25日：所属VTuberが登場するYouTube日常系ショートアニメ番組ブランド「ホロアニメ」を始動[16][17]

- 2019年
  - 1月8日：中国の動画共有サイト「bilibili」を運営する上海寛娯数碼科技有限公司と正式契約[18]。
  - 7月21日：中国展開の提携企業との連携契約解消[19][20]。
  - 5月：音楽レーベル「イノナカミュージック」が始動[21]
  - 5月：男性VTuberグループ「HOLOSTARS（ホロスターズ）」の立ち上げ[2][22]
  - 7月：東京都千代田区内神田に本社を移転[2]
  - 12月2日：VTuber事務所「ホロライブ」「ホロスターズ」および「イノナカミュージック」の総称を『ホロライブプロダクション』へ統一[23][24]
- 2020年
  - 4月：インドネシアにおける女性VTuberグループ「hololive Indonesia」活動開始[2]
  - 6月：東京都千代田区神田多町に本社を移転[2]
  - 9月：英語圏における女性VTuberグループ「hololive English」活動開始[2]
  - 11月12日：ホロライブ中国のライバー全員の卒業、中国市場からの事実上の撤退を発表[25][26]。
- 2021年
  - 2月：メディアミックスプロジェクト「ホロライブ・オルタナティブ」始動[2]
  - 3月：東京都千代田区外神田に本社を移転[2]
  - 9月：公式オンラインショップ「hololive production OFFICIAL SHOP」の運用を開始[2]
  - 10月28日：東京コミュニケーションアート専門学校との産学連携教育並びに企業プロジェクトを実施[27]。カバーの3Dアニメーション、Live2Dモデルのスタッフが審査を行う制作コンテストが開催された。
- 2022年
  - 6月：英語圏における男性VTuberグループ「HOLOSTARS English」活動開始[2]
  - 11月：メタバースサービス「ホロアース」の常設ロビー空間のβ版をリリース[2]
- 2023年
  - 3月27日：東京証券取引所グロース市場に上場[28]
  - 6月1日：東京都港区三田に本社を移転[29]
  - 8月29日:ホロライブ公式スマートフォンアプリ「ホロプラス」が正式リリース
  - 11月15日:ホロライブの二次創作インディーゲームをサポートする「holo indie」開始
- 2024年
  - 7月：初の海外拠点である｢COVER USA｣が営業を開始[30][31][32]
  - 10月25日：デザイン等の修正作業をクリエイターに無償で行わせたとして、公正取引委員会より下請法違反（やり直しの禁止）で再発防止を勧告される[33]

## 事業内容
出典：
- VTuberプロダクション事業
  - ライブ配信を中心に活動するVTuberプロダクションの運営を行っている（ホロライブプロダクション）。
  - VTuberとして活動したい人を採用し、マネージメントなどを行い配信活動をサポートする。
- マーチャンダイジング事業
  - 所属タレントのオリジナル商品などを自社で企画販売している。そして、他社へのライセンスなども行っている。
  - 国内や海外のイベントでの物販催事も行っている。
- ライブエンターテインメント事業
  - 所属タレントが出演する音楽ライブをARライブ形式で展開している。
- メタバース事業
  - 近年注目されている、現実世界とは異なった3次元の仮想空間におけるサービスメタバース事業に注力しており、2021年10月20日には自社運営のプロジェクト『ホロライブ・オルタナティブ』の展望を発表した。
- パブリッシャー事業
  - ホロライブのキャラクターIPを使ってゲーム開発者がゲームを作れるようにした、holo indieを2023年11月15日に発表した。Steamアカウント上をはじめとしたウェブサイト等への掲載・審査・管理その他必要な管理業務は子会社である株式会社CCMCに委託している。

### 運営
| 運営内容     | 名称                     | 名称                   | 対象地域     | 活動期生                    | 備考                                                  |
| ------------ | ------------------------ | ---------------------- | ------------ | --------------------------- | ----------------------------------------------------- |
| VTuber事務所 | ホロライブプロダクション | ホロライブ             | 日本         | 0-6、 ゲーマーズ            | 2019年12月2日よりホロライブプロダクションとして統合。 |
| VTuber事務所 | ホロライブプロダクション | ホロスターズ           | 日本         | 1-3、 UPROAR!!              | 2019年12月2日よりホロライブプロダクションとして統合。 |
| VTuber事務所 | ホロライブプロダクション | hololive DEV_IS        | 日本         | ReGLOSS FLOW GLOW           | 2023年9月4日設立                                      |
| VTuber事務所 | ホロライブプロダクション | ホロライブインドネシア | インドネシア | 1-3                         | ホロライブプロダクション傘下の海外事務所。            |
| VTuber事務所 | ホロライブプロダクション | ホロライブEnglish      | 英語圏       | Myth Promise Advent Justice | ホロライブプロダクション傘下の海外事務所。            |
| VTuber事務所 | ホロライブプロダクション | HOLOSTARS English      | 英語圏       | TEMPUS ARMIS                | ホロライブプロダクション傘下の海外事務所。            |

#### サービス終了または撤退
| 運営内容     | 名称                 | 対象地域 | 活動期生 | 備考                          |
| ------------ | -------------------- | -------- | -------- | ----------------------------- |
| VTuber事務所 | ホロライブ中国       | 中国     | 1-2      | 2020年12月16日に事実上の撤退  |
| VTuber事務所 | イノナカミュージック | 日本     |          | 2022年3月末でプロジェクト終了 |

### アプリの運営

#### ホロライブ
2017年12月21日に配信が開始された。当初はキャラクターのライブ配信3D映像をAR投影したものを視聴出来るといったアプリだった。しかし、2018年4月5日のアップデートにより、スマートフォンの前面カメラで配信者の表情を認識し、バーチャルYouTuberとして配信を行えるようになった。
2018年12月19日には同じホロライブアプリを利用するバーチャルYouTuber2人がアプリ内でクロマキー処理を行わずにキャラクターを重ねることができるように更新し、運営するホロライブプロダクション所属のバーチャルYouTuberに対してリリースをした。2020年6月には同時に重ねられるキャラクターの数を4人に増やす更新を行った。

#### ホロリー
2019年12月3日より配信されたホロライブプロダクション所属VTuberと「いつでもVTuberと会えて、一緒にお出かけができる」スマートフォンアプリ。ARカメラモードを実装し、VTuberと動画や写真撮影もできる。また、12月20日のアップデートによりARCore非対応端末でもインストール可能となった。Android端末、iOS端末両方でのインストールが可能。
2024年12月2日12:00をもってサービス終了。

#### ホロプラス
2023年8月29日に正式リリースされた、ホロライブプロダクションファンに向けた『推しをもっと好きになる！』をコンセプトとした、公式のコミュニティアプリ。

### VTuberの運営
カバーは所属タレントに対しキャラクターのデザインの依頼やアプリケーションの提供を行い、演者に対する各種のマネジメント面でのサポートを行っている。
タレントはカバーから提供されたスマートフォンを使い、基本的に自宅から配信を行うとしている。

## 主な取引先
- Google - 動画配信プラットフォーム「YouTube」の提供会社
- Shopify - グッズ販売プラットフォームの提供会社
- ピクシブ - グッズ販売プラットフォームの提供会社